# Мариехамн
Мариеха́мн (швед. Mariehamn или Ма́арианхамина, фин. Maarianhamina) — главный город Аландских островов, автономной территории в составе Финляндии. Один из главных портов Архипелагового моря.
В городе проживает около трети всего населения архипелага — 11 186 человек (2011). Город, как и вся территория автономии, — полностью шведоязычен: шведский является родным языком примерно для 91 % населения горожан.

## Этимология
Основан русскими в 1861 году, назван в честь императрицы Марии Александровны, супруги императора России Александра II. В XIX и начале XX века в русскоязычных источниках использовался шведский вариант названия города, Мариехамн; во второй половине XX века в качестве русского нормативного написания был утверждён финский вариант, Маарианхамина, что со шведского и финского языков переводится как «Гавань Марии».

## Географическое положение
Город расположен на полуострове и имеет два порта — на западном и восточном побережьях. Западный порт (швед. Västerhamn) имеет большое международное значение, так как через него осуществляется интенсивное паромное сообщение на пути в Швецию и континентальную Финляндию. Восточный порт — главным образом яхтенная гавань, одна из крупнейших на Балтийском море.
В Мариехамне располагается единственный на островах аэропорт.
В городе расположен Кабинет министров и Парламент Аландских островов — Лагтинг.
В городе издаются обе газеты Аландских островов (Ålandstidningen и Nya Åland), работают несколько радиостанций и местный телевизионный канал (TV Åland).

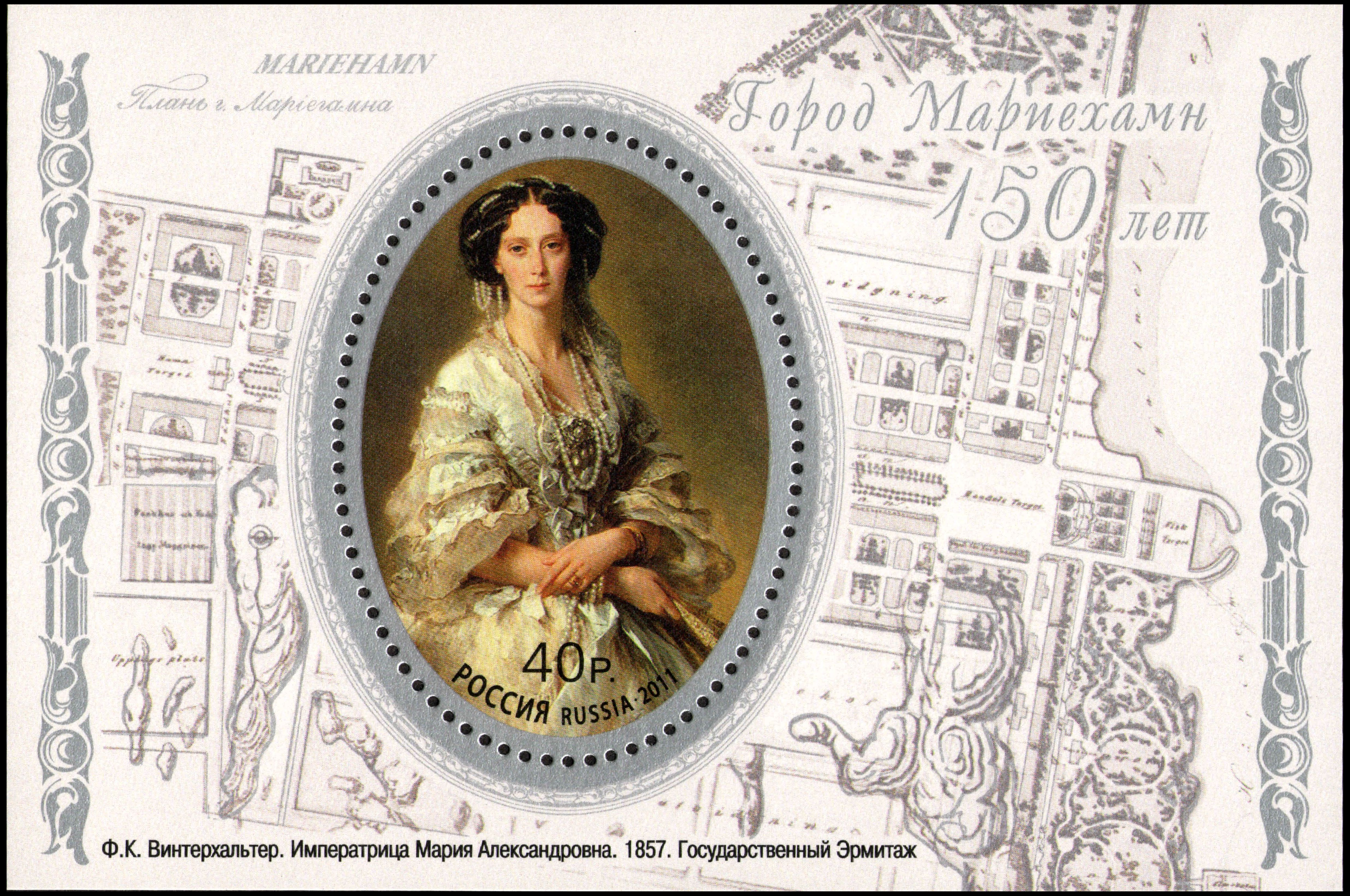
Марка с портретом императрицы Марии Александровны, выпущенная почтой России к 150-летию основания города (2011)

## История
Местная легенда гласит, что жители Аландских островов, стремившиеся основать новый порт, специально предложили императору Александру II дать поселению имя своей супруги, чтобы скорее получить высочайшее согласие на присвоение ему статуса города. Официальная же история утверждает, что порт, напротив, был основан по прямому указанию Александра II, и работы по его строительству под руководством архитектора Георга Теодора Шевитца начались ещё в 1859 году близ двух небольших селений — Эвернес (швед. Övernäs) и Йомала, а в 1861 году (21 февраля) новое поселение получило статус города и имя Мариехамн. Со временем город значительно увеличился по площади и включил в себя часть территории общины Йомала.

## Достопримечательности
Аландские острова имеют давнюю историю судоходства. Парусник-музей Pommern стоит на якоре в западном порту. Восточная гавань — один из самых крупных портов для яхт в Скандинавии, в ней также стоит голландский пароход Jan Nieveen (носящий также название F.P. von Knorring), переоборудованный под ресторан.
В Мариехамне расположены несколько строений, спроектированных финским архитектором Ларсом Сонком и представляющих архитектурную достопримечательность Аландских островов: церковь Св. Георгия (1927), главное здание Аландского Морского Колледжа (1927), здание городского муниципалитета (1939). Действует Аландский музей.
2 ноября 2011 года в Мариехамне был открыт памятник императрице Марии Александровне, в честь которой назван город.
В летнее время город посещает значительное число туристов, для обслуживания которых работают несколько гостиниц и других мест размещения, включая кемпинг. Действует консульство Российской Федерации, генеральное консульство Швеции, а также консульские учреждения некоторых других стран.

## Население
Динамика роста населения города:
| Год  | Население |
| ---- | --------- |
| 1987 | 9966      |
| 1990 | 10 263    |
| 1997 | 10 408    |
| 2000 | 10 488    |
| 2002 | 10 632    |
| 2004 | 10 712    |
| 2010 | 11 146    |

## Города-побратимы
|                         | Страна            |  | Город       | Год | Примечания     |
| ----------------------- | ----------------- |  | ----------- | --- | -------------- |
| Флаг Швеции             | Швеция            |  | Висбю       |     |                |
| Флаг Исландии           | Исландия          |  | Копавогур   |     |                |
| Флаг Норвегии           | Норвегия          |  | Крагерё     |     |                |
| Флаг Дании              | Дания             |  | Слагельсе   |     |                |
| Флаг Фарерских островов | Фарерские острова |  | Торсхавн    |     | Принадл. Дании |
| Флаг Эстонии            | Эстония           |  | Курессааре  |     |                |
| Флаг Финляндии          | Финляндия         |  | Валкеакоски |     |                |
| Флаг России             | Россия            |  | Ломоносов   |     |                |

## Галерея

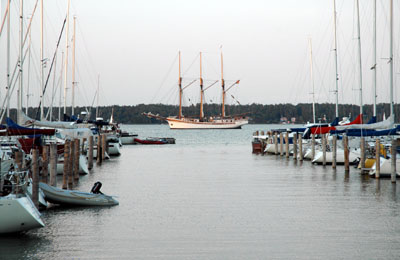
Восточная гавань
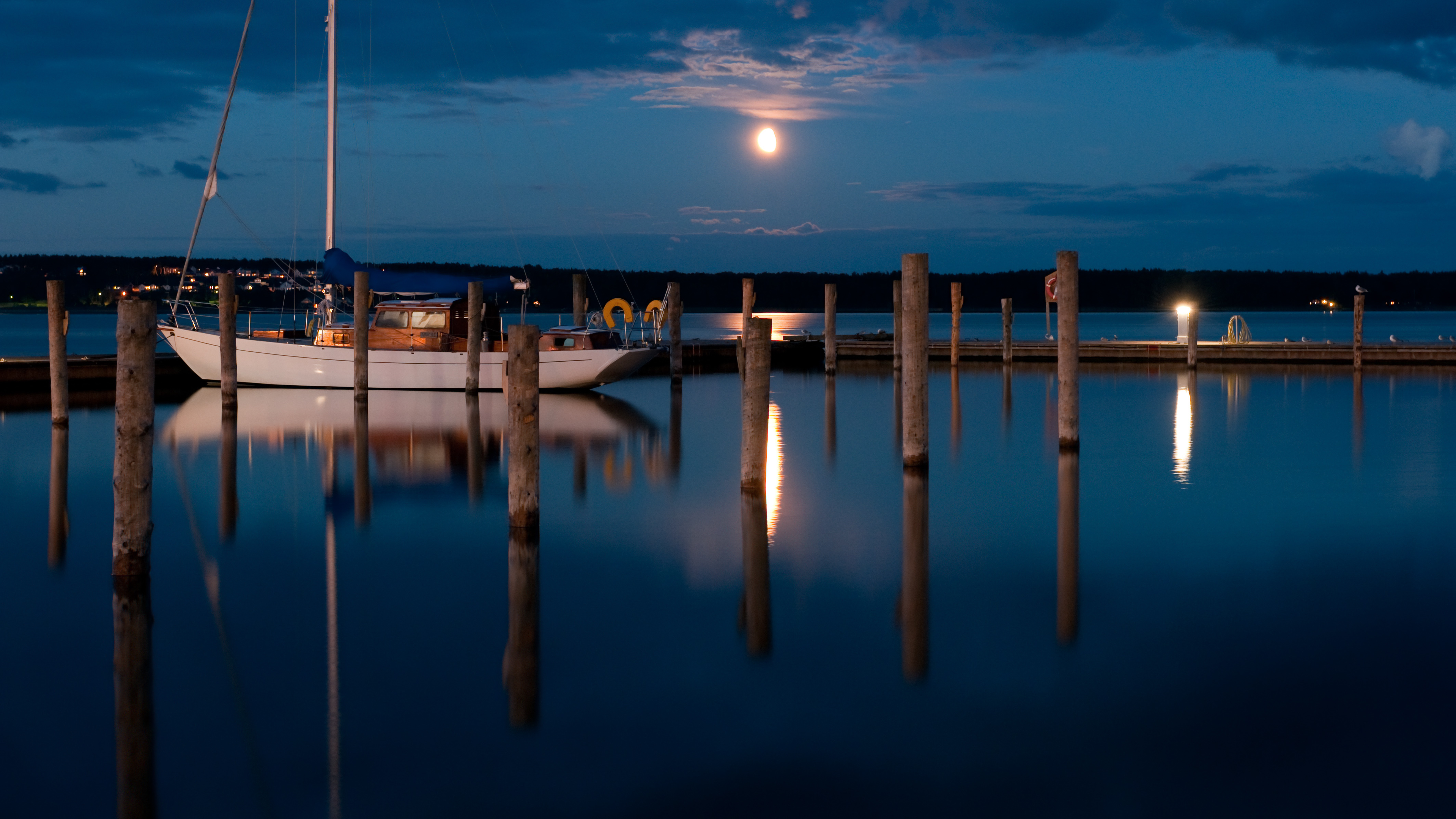
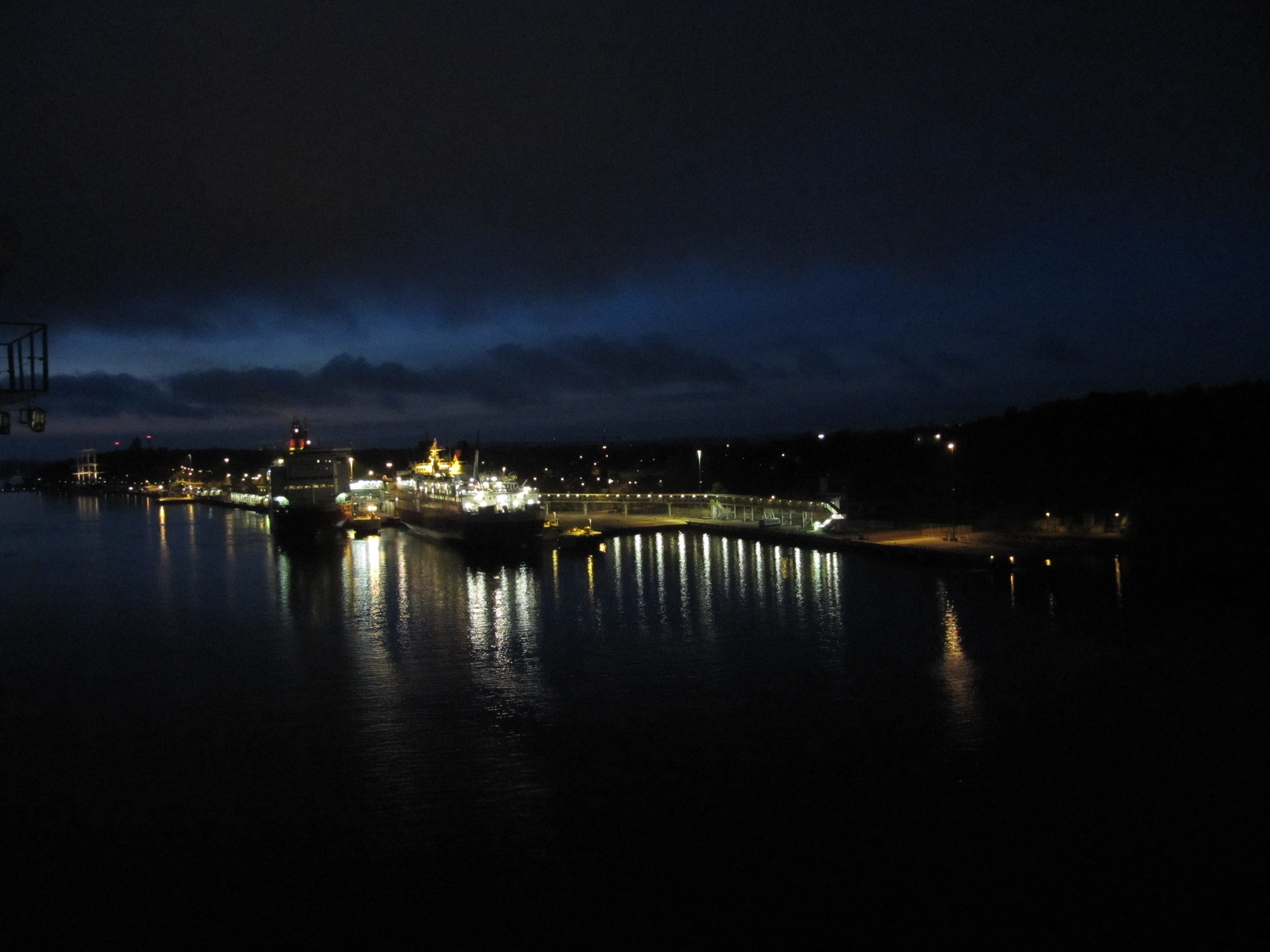
Западная гавань ночью
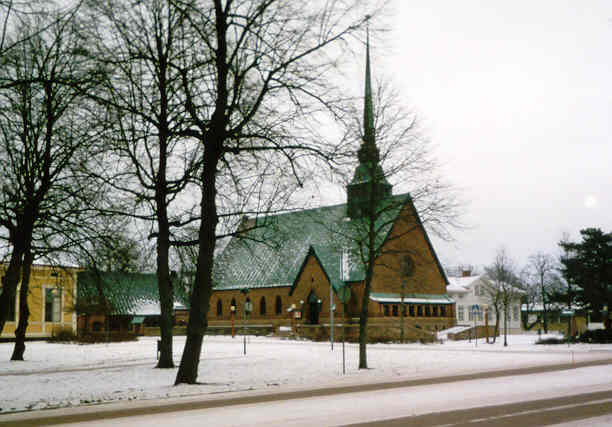
Церковь святого Георгия[фин.] (Pyhän Yrjön kirkko, архитектор Ларс Сонк)
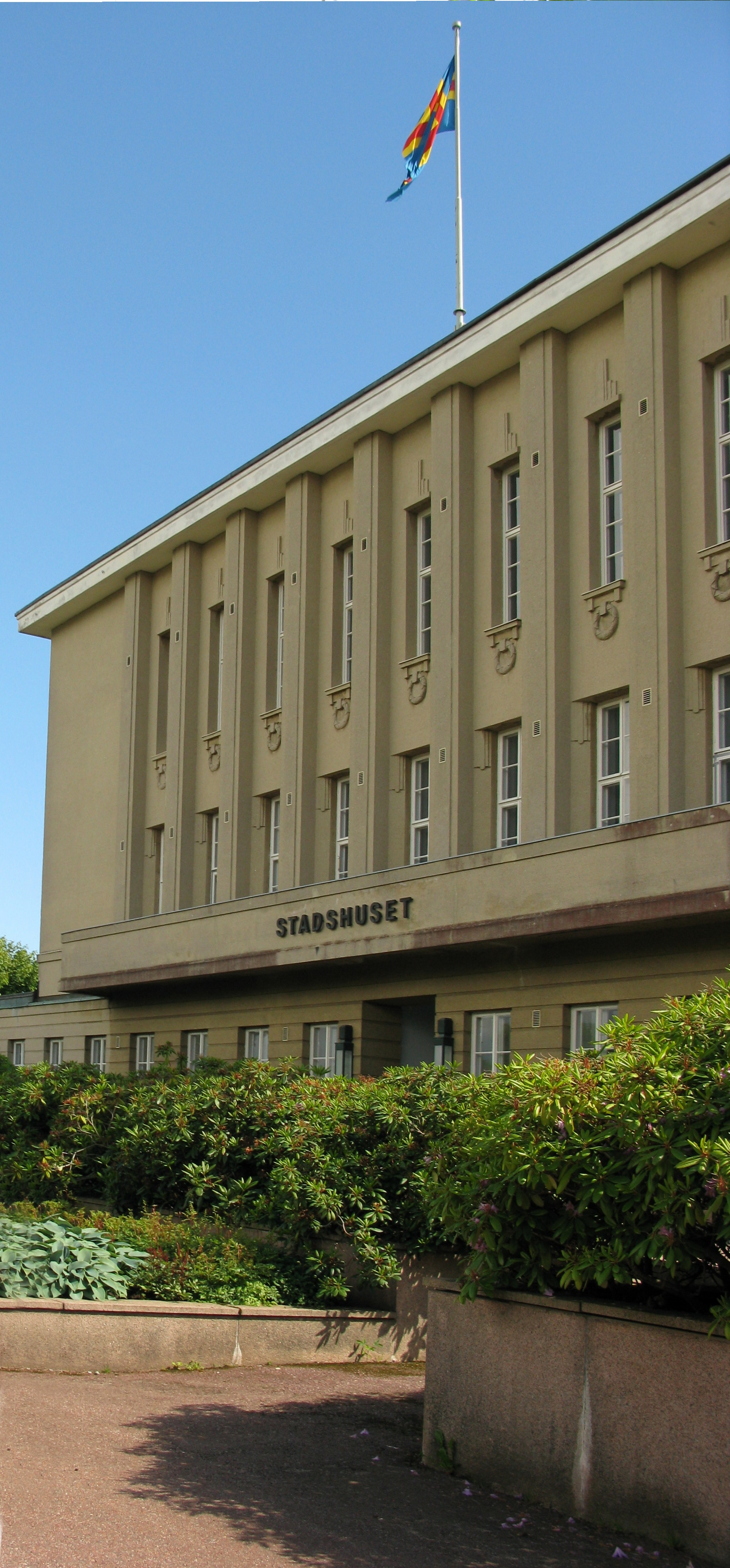
Мэрия
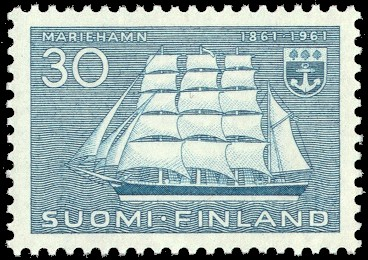
Марка Финляндии, выпущенная к 100-летию города (1961)
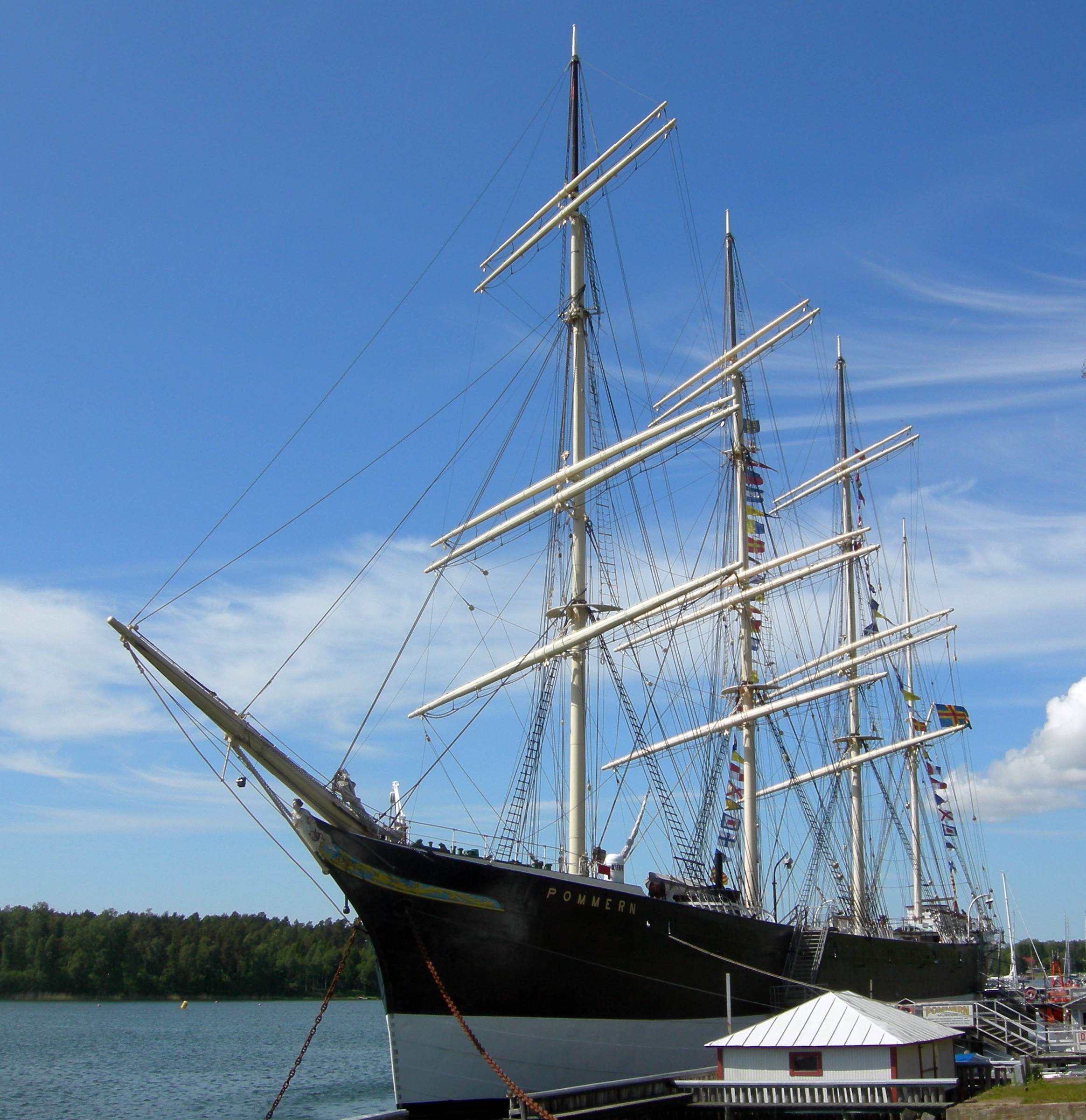
Судно-музей Pommern
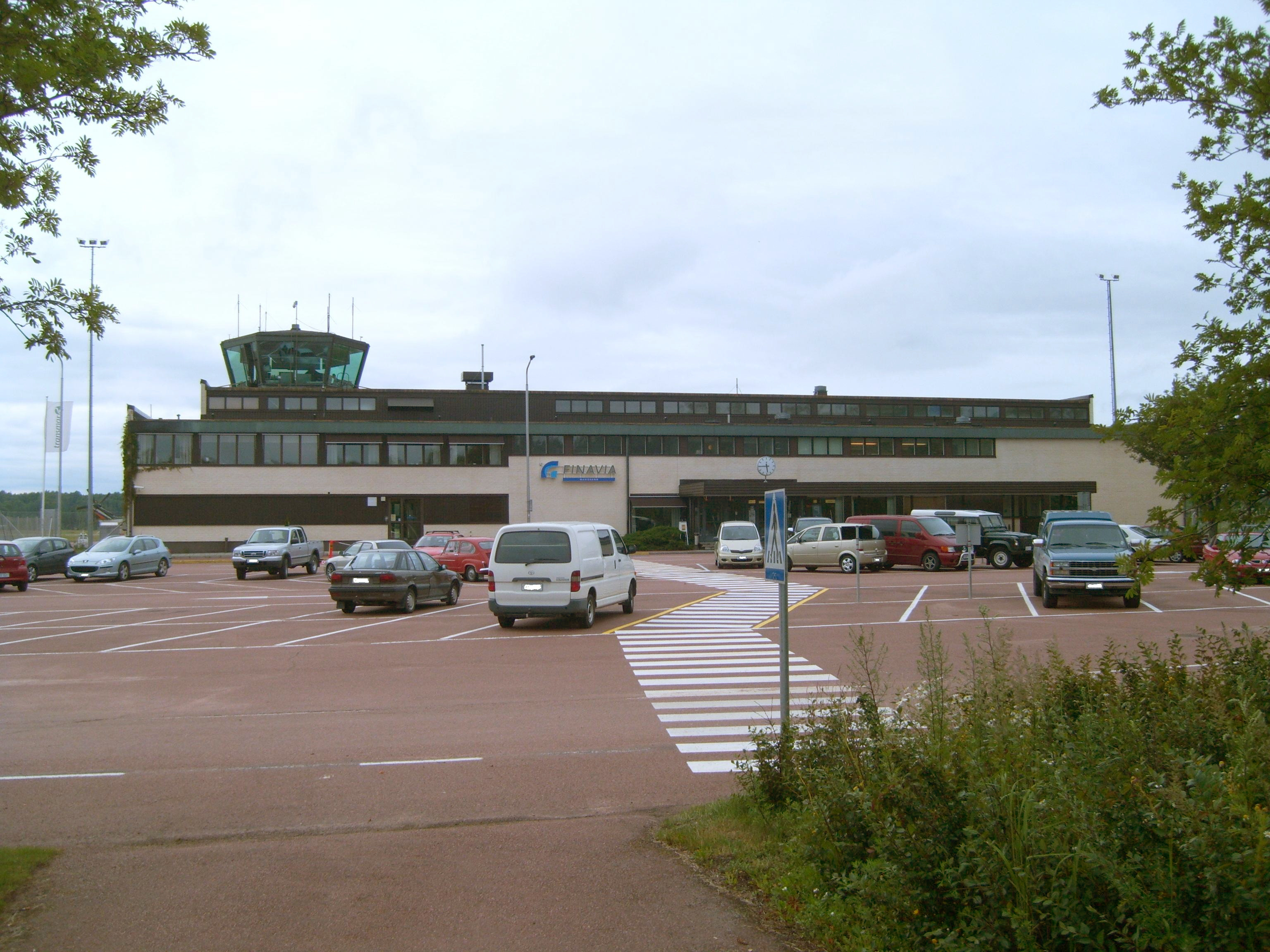
Местный аэропорт
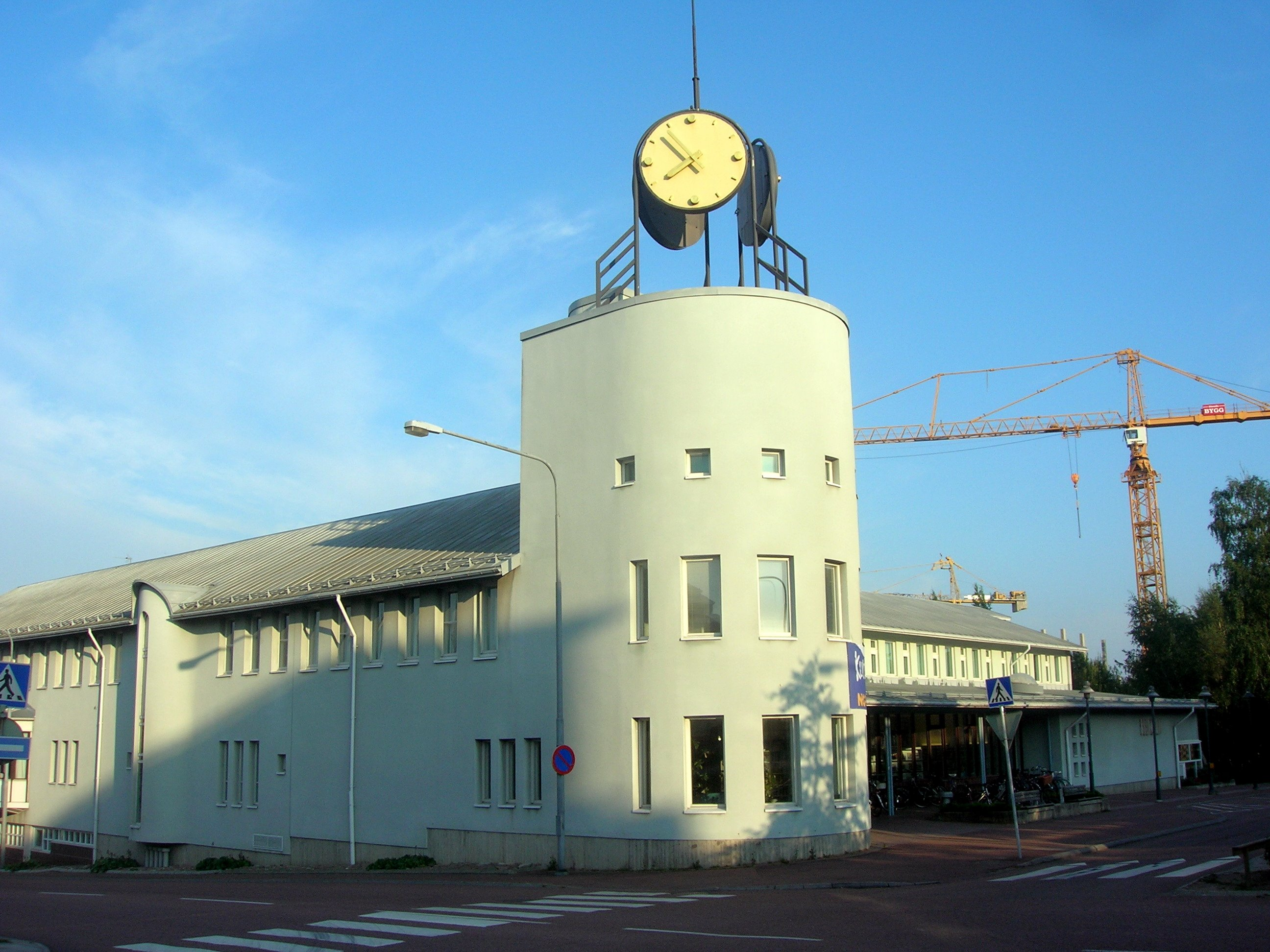
Библиотека
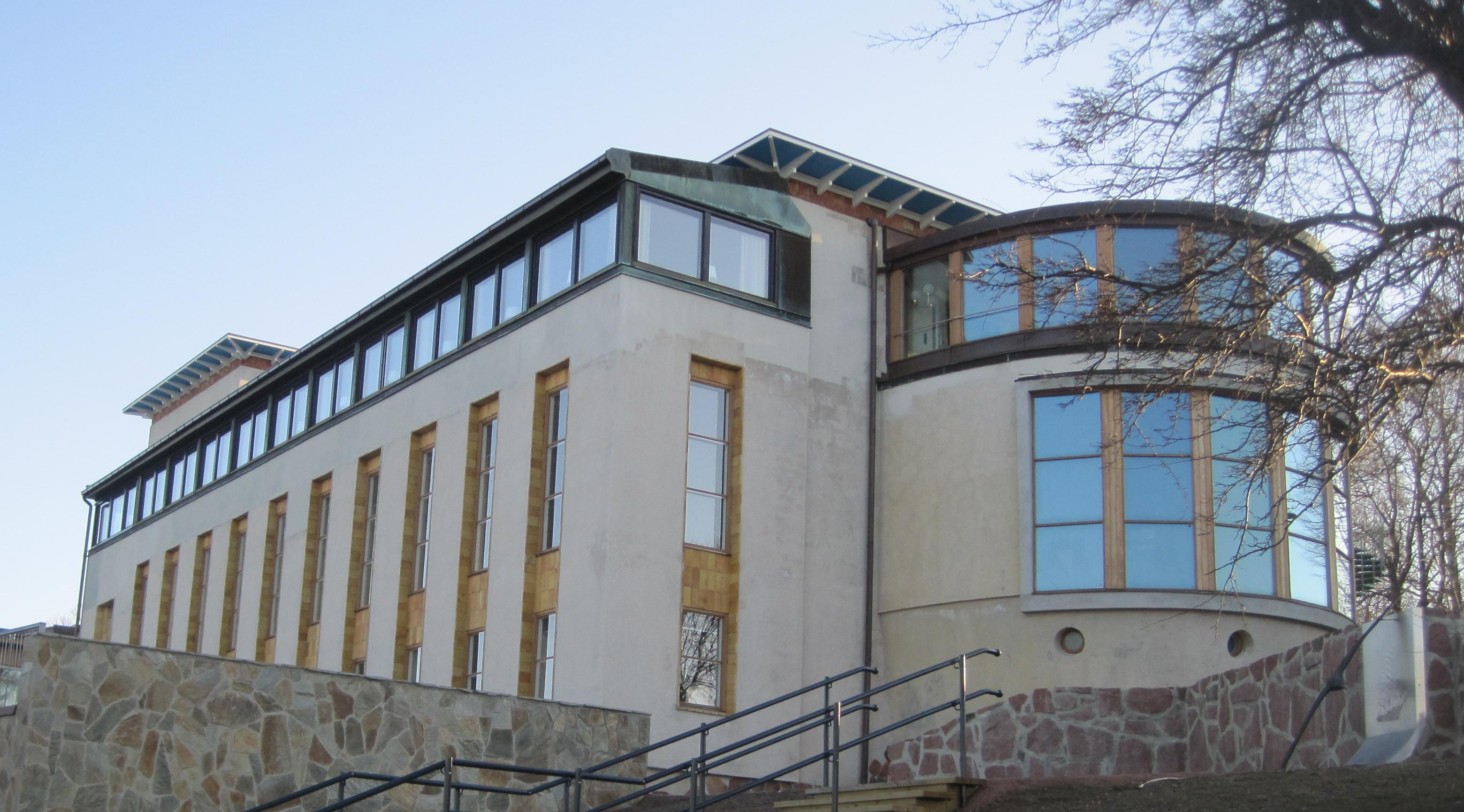
Морской музей Аландских островов
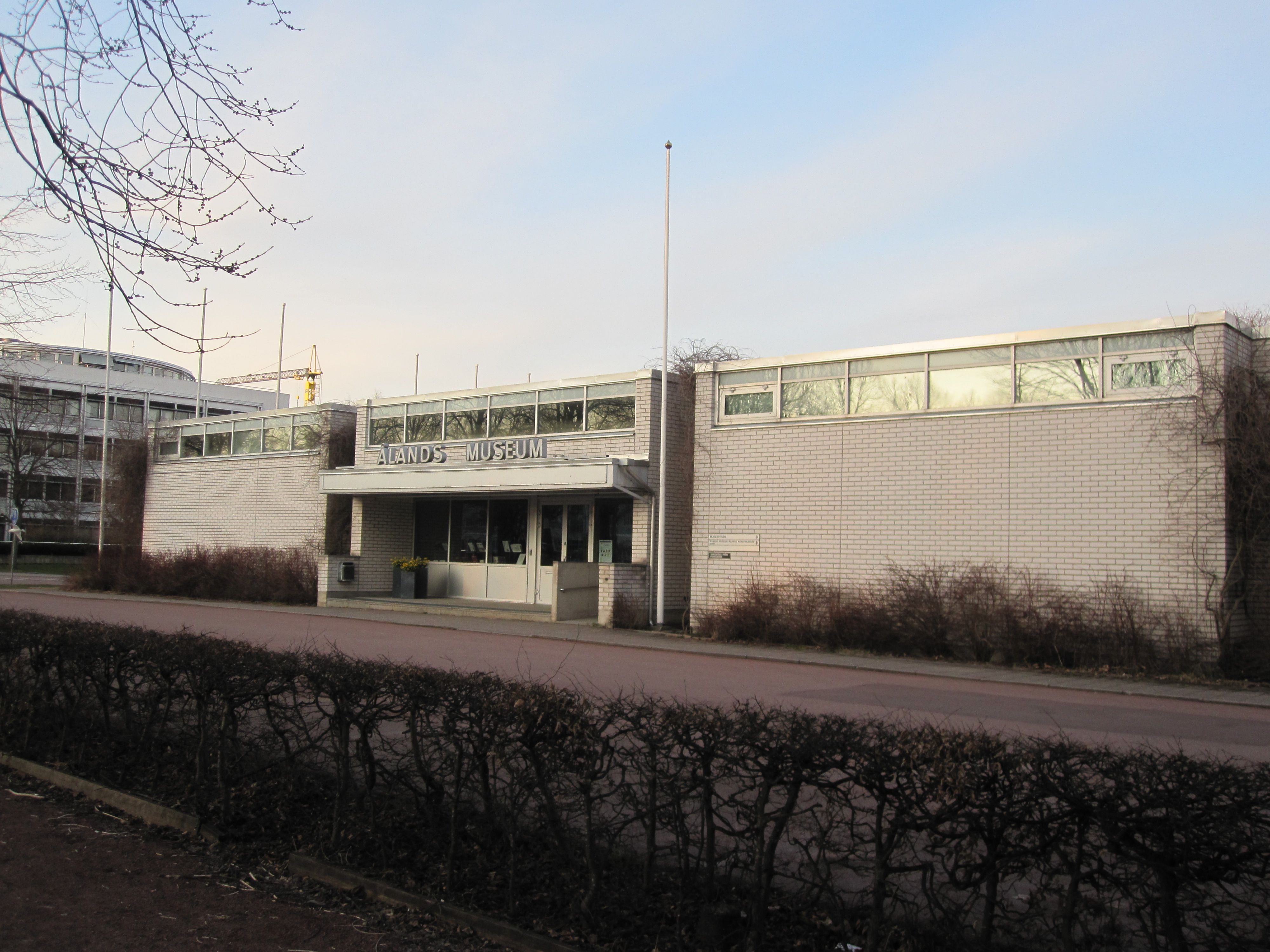
Музей Аландских островов